# Bandera de Luxemburg
La bandera de Luxemburg està formada per tres granges horitzontals d'igual amplada de colors vermell, blanc i blau cel, i pot tenir una proporció 1:2 o 3:5. Es va utilitzar per primera vegada entre 1845 i 1848 i es va adoptar oficialment el 1993. Informalment se l'anomena, «rout, wäiß, blo» (vermell, blanc, blau (cel)). Els colors es deriven de l'escut d'armes del gran duc de Luxemburg, que consisteix en un lleó de color vermell sobre franges blaves i blanques.

## Colors
El Reglement Gran-Ducal del 27 de juliol de 1993 va definir els colors de l'ensenya de la següent manera:
| Model de color | Vermell     | Blanc         | Blau          |
| -------------- | ----------- | ------------- | ------------- |
| Pantone        | 032C        | Blanc         | 299C          |
| RGB            | 239, 51, 64 | 255, 255, 255 | 255, 255, 255 |
| HTML           | #EF3340     | #FFFFFF       | #00A3E0       |

Els models RGB i HTML s'han extret a patir dels codis de Pantone descrits al Reglement Gran-Ducal.

## Història
La bandera de Luxemburg es va adoptar oficialment el 12 de juny de 1845. Fins aleshores, el país no havia necessitat l'ús d'una ensenya nacional, malgrat disposar de l'escut heràldic del ducs de Luxemburg, que, tanmateix, només representaven la família ducal i no el poble luxemburguès. A causa de la dissolució del Sacre Imperi Romanogermànic durant les guerres napoleòniques, Luxemburg va esdevenir una nació superada que va estar sota la protecció dels Països Baixos, de la bandera del qual es diu que deriva la luxemburguesa. Amb tot, són lleugerament diferents pel que fa a les proporcions i al color blau, més suau que en la luxemburguesa que en la neerlandesa.
El 1867 Luxemburg va ser reconegut internacional com a estat independent amb aquesta bandera. El 1939 molta població va reclamar que l'antic escut heràldic fos reconegut com a nova bandera nacional, però a causa de l'esclat de la Segona Guerra Mundial i la incorporació de Luxemburg al Tercer Reich, la qüestió va ser oblidada. Després de la guerra es va restablir la bandera tricolor i el 1972 va ser reconeguda oficialment.